# 超級英雄 (電視劇)
超級英雄（The Middleman）是一部美國的電視影集。編劇是 Javier Grillo-Marxuach，由 ABC 家庭頻道播出，而這部影集改編自 Viper Comics（毒蛇漫畫）出版的漫畫 The Middleman，作者是 Grillo-Marxuach 與 Les McClaine。影集的第一季已於 2008年播映結束，影集僅一季而已。
最初原本預計要播映 13 集，由於收視率過低，被迫減少為 12 集。在 2009年2月 時，一本以第 13 集為內容的漫畫書被發行出版之後，這時才確定這部影集已被終止播映。影集的最後一集第 13 集 The Middleman – The Doomsday Armageddon Apocalypse，被排定在 2009年7月 發行。整季影集的 DVD 將於同月發行。現時劇集在AXN BEYOND播放中。

## 外部連結
- 互联网电影数据库（IMDb）上《The Middleman》的资料（英文）
- The Middleblog （页面存档备份，存于） 由 Javier Grillo-Marxuach 編劇